# 더티 섹시 머니
더티 섹시 머니(Dirty Sexy Money)는 미국의 텔레비전 드라마이다. ABC 계열에서 2007년부터 2009년까지 총 2시즌으로 방영되었다.